# 阜新蒙古族自治县
阜新蒙古族自治县，简称阜蒙县、阜新县，是辽宁省阜新市下辖的一个自治县。清代为土默特左翼旗，别称为“蒙古贞”。县人民政府駐阜新镇文化路东65号。

## 历史

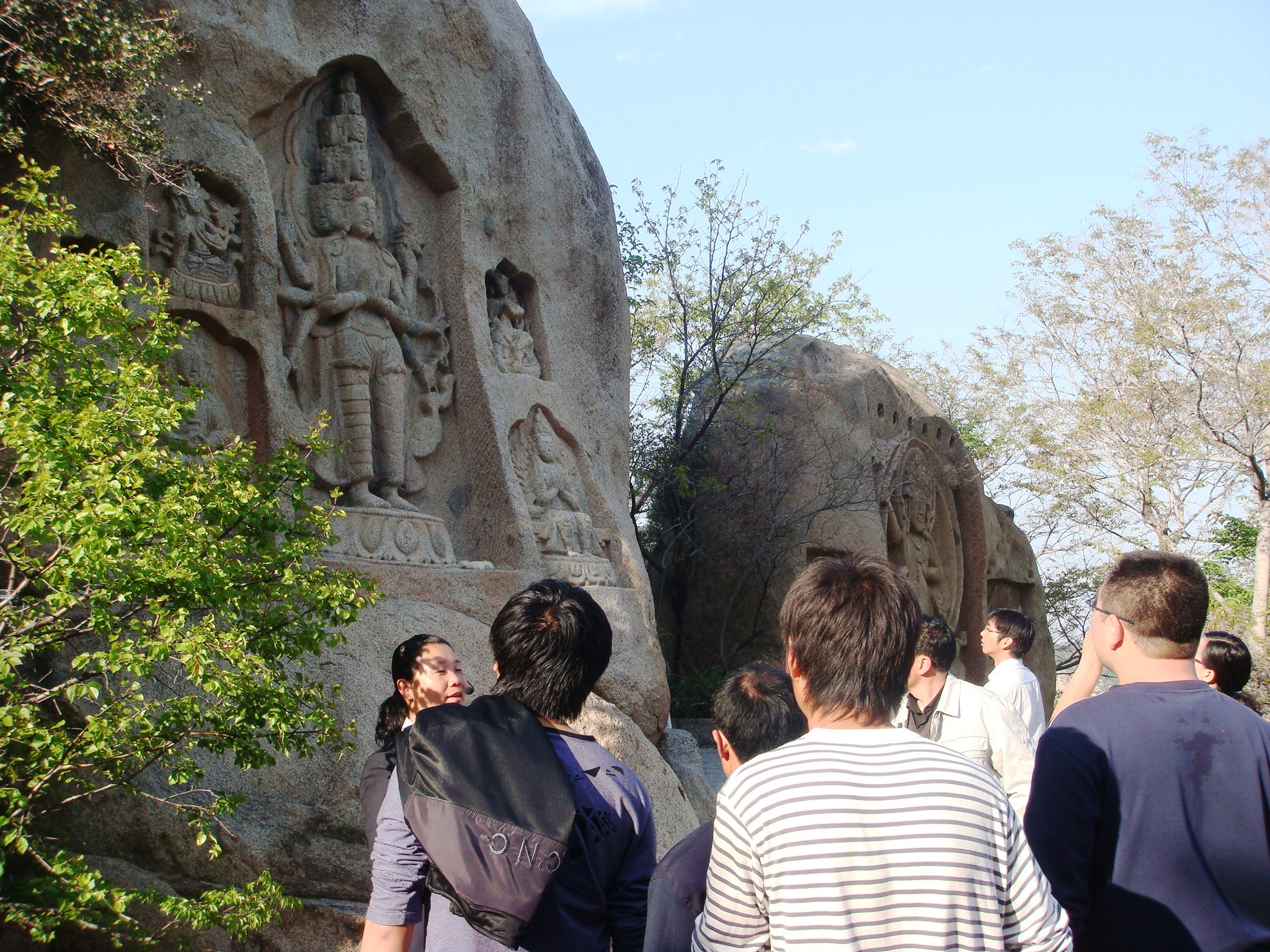
海棠山摩崖造像

该县所辖地域早在7600年前就有人类在此生息繁衍。由于地处长城沿线的边塞地区，历史上该地只有少数年代归中原王朝直辖，多数年代是由塞外游牧和渔猎民族统治。
西周和东周的春秋时期，有山戎、东胡人活动于此。
东周战国时期，今县境属燕国境，介于辽西、辽东两郡之间。
秦代，秦初县境分属辽东、辽西郡，长城以北为东胡辖地。秦二世二年（公元前208年），今县境属匈奴辖地。
西汉初期，仍属匈奴，元鼎四年（公元前119年）为汉朝塞上。东汉时期，属幽州刺史部，后属东部鲜卑辖地。
三国时期，属鲜卑柯比能部辖地。
西晋时期，属鲜卑慕容部。
东晋时先后为五胡十六国的前燕、前秦、后燕、北燕等几个更替的政权占据。
南北朝时期，今县境属契丹辖地。
隋代，今县境北部属契丹辖地，南部属隋王朝燕郡。
唐代，今县境北部属契丹辖地，南部属唐河北道北部的营州。贞观二十二年（648年）唐朝在契丹驻牧地区设置松漠都督府，今县境北部为其所辖，南部仍属营州。
辽代，今县境属辽上京道辖。
金代，今县境南部小部分地区归东京路广宁府辖。北部属懿州管辖。
元朝至顺元年（1330年），今县境南部属广宁府路，其余地区属辽阳行省辽阳路。
明朝洪武二十六年（1393年），在懿州置广宁后屯卫，隶辽东都指挥使司，辖今县境大部。正统、景泰年间，今县境属泰宁卫辖地。後兀良哈三卫受蒙古鞑靼部压迫南移。而土默特万户的一部分和蒙古贞部落在明末东迁至辽西走廊。
由于阜新县的蒙古族主要是清朝初年从河套地区辗转迁徙到这里，属于蒙古贞部落的三万余人，所以人们习惯称此地为蒙古贞，一直沿用至今。
清崇德二年（1637年）在今县境内设置土默特左翼旗，后隶属卓索图盟。乾隆三年（1738年），设塔子沟厅（治所今凌源）。乾隆三十九年（1774年），由塔子沟厅析置三座塔厅（治所今朝阳），并于鄂尔土板（今内蒙古奈曼旗青龙山乡境内）设巡检衙门，管理土默特左翼旗的汉民事务。乾隆四十三年（1778年）改三座塔厅为朝阳县，土默特左翼旗的汉民事务归朝阳县管理。光绪二十九年（1903年）由朝阳县析置阜新县，县衙设在原鄂尔土板巡检衙门。以“物阜民丰，焕然一新”语意，取“阜新”二字为县名。土默特左翼旗与阜新县并存，实行蒙汉分治。光绪三十年（1904年），朝阳县升为朝阳府，阜新县隶属朝阳府。宣统三年（1911年）县治移至水泉（今城区街道办事处）。
民国初期仍延续清末建置。1933年，中国抗日战争期间，包括阜新在内的热河省被日军占领，满洲国时期，阜新县市合并，一度废除阜新县。满洲国于1940年1月由阜新县境划出新邱、长营子、米家窑、海州、孙家湾和阜新镇等地置阜新市。同时，废除蒙汉旗县并存体制，去县存旗，旗驻地由王府迁至阜新镇。旗仍隶属满洲国锦州省。
抗日战争胜利后，中国共产党领导的阜新县政府于1945年9月成立。驻今城区街道办事处。1946年3月，阜新县政府改为阜新县土默特左旗联合政府（简称阜土联合政府）驻平安地。1946年4月21日，阜新县与彰武县合并，成立阜彰土苏（阜新县、彰武县、土默特左旗、苏鲁克旗）联合政府驻哈尔套，隶辽西（后改辽吉）省。1947年1月，改隶辽北省。是年9月，撤销阜彰土苏联合政府，恢复阜土联合政府，仍隶辽北省。1948年3月，在北票、阜新、义县边境地区成立北阜义县土中左旗联合政府，隶属冀热辽办事处，今县境蜘蛛山、伊吗图、佛寺、卧风沟、王府、红帽子、七家子等地为其所辖。1949年5月，撤销此县级行政建制。
1946年1月，国民党军队占据阜新市区和阜新县部分地区，成立阜新市、县政府。
1947年7月，国民党政府将阜新市和阜新县合并为阜新县，县旗并存。阜新县驻地由阜新镇迁至海州，土默特左旗驻今城区街道办事处。旗、县均隶属于热河省。
1948年3月18日，东北野战军佔領阜新全境，国民党阜新县、土默特左旗政权垮台。阜土联合政府移至阜新镇，隶辽北省，1949年4月21日，辽北省与辽西省合并为辽西省，阜土联合政府隶辽西省。同年5月9日，阜土联合政府改称为阜新县政府，8月9日，又改称为阜新县人民政府。
1949年中华人民共和国成立后，阜新县仍隶属辽西省。1954年6月19日，辽东、辽西两省合并为辽宁省，阜新县隶辽宁省。
1956年2月8日，经国务院批准，辽宁省设置4个专区，阜新县属锦州专区管辖。
1957年10月18日，国务院全体会议第58次会议批准《辽宁省人民委员会关于撤销阜新县、设置阜新蒙古族自治县的报告》。1958年4月7日，正式成立阜新蒙古族自治县。1959年1月5日，实行市管县体制，将阜新蒙古族自治县和彰武县划归阜新市。

## 行政区划
阜新蒙古族自治县下辖1个街道办事处、32个镇、3个乡：
城区街道、阜新镇、东梁镇、佛寺镇、伊吗图镇、旧庙镇、务欢池镇、建设镇、大巴镇、泡子镇、十家子镇、王府镇、于寺镇、富荣镇、新民镇、福兴地镇、平安地镇、沙拉镇、大固本镇、大五家子镇、大板镇、招束沟镇、八家子镇、蜘蛛山镇、塔营子镇、扎兰营子镇、七家子镇、红帽子镇、紫都台镇、化石戈镇、哈达户稍镇、老河土镇、太平镇、卧凤沟乡、苍土乡、国华乡和泡子农场。

## 人口和民族
阜新蒙古族自治县现有总人口545749人（2020年），蒙古族人口139987人，占全县总人口的19%，县域内有7个蒙古族聚居地乡镇，分别是佛寺镇、大板镇、大巴镇、王府镇、沙拉镇、大五家子镇、于寺镇。
阜新蒙古族自治县的蒙古族群众在日常生活、生产劳动、通讯联络以及社会交往中，通用汉语文，同时有少数仍使用本民族的语言文字，参与国家大事，管理本民族内部的地方事务，自治县成立有蒙古语文工作机构。按规定县内各级机关、团体、学校、企事业、交通运输等单位的印章和牌匾，一律用蒙汉两种文字刻写；县内重要会议、重要文件，要用蒙汉两种文字印发。参加会议可运用本民族语言座谈讨论；在司法活动中，少数民族可以用本民族语言文字进行诉讼。为更好地提高蒙古族群众和干部的蒙古语文水平，利用自学和集中上课方式，自治县举办不同类型的蒙文学习班。自治县鼓励各民族干部互相学习兄弟民族语言文字，对于坚持学习蒙文蒙语的干部给予奖励。县内其他少数民族语言文字的使用，也都受到应有的尊重。

## 教育
全县有各级各类学校60所，其中高中6所，初中6所，九年一贯制学校13所，小学28所，职业教育中心1处，教育服务中心1处，教师进修学校1所，特殊教育学校1所，国办幼儿园3所。全县有教职工6663名，在校生45969名，教学班1222个。全县中小学校园占地面积239.18万平方米，校舍总面积85.95万平方米。
该县义务教育学校营养餐覆盖率达到100%，已维修校舍33所，改造操场3.3万平方米，并投资4104万元启动实施蒙古族高级中学生活保障设施项目。阜蒙县高级中学顺利通过省级示范性普通高中复核。阜蒙县师生在中国无人机大赛、辽宁省体育技能大赛等赛事中获得佳绩，阜蒙县蒙古族实验小学还是辽宁省省级冰雪进校园先进单位。同时，阜蒙县教育局也获评辽宁省文明单位。

## 名人
詳見阜新人分類